# Shucheng

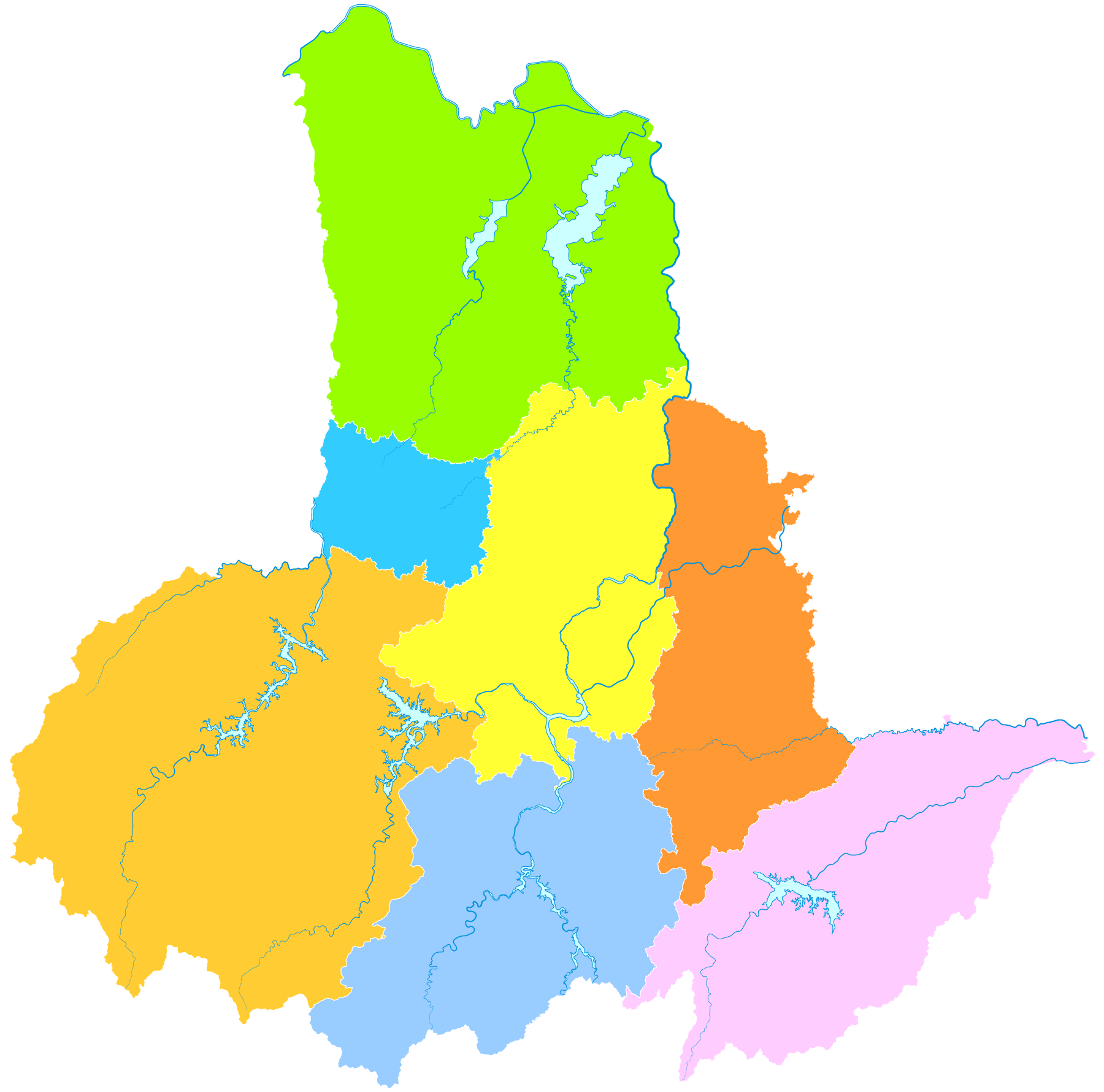
Lage des Kreises Shucheng im Gebiet der bezirksfreien Stadt Lu’an

Der Kreis Shucheng (舒城县; Pinyin: Shūchéng Xiàn) ist ein Kreis in der chinesischen Provinz Anhui. Er gehört zum Verwaltungsgebiet der bezirksfreien Stadt Lu’an. Der Kreis hat eine Fläche von 2.120 Quadratkilometern und zählt 772.000 Einwohner (Stand: Ende 2018).

## Geographie
Das Kreisgebiet ist flach im Osten und steigt nach Westen hin an, im Südwesten liegen die Ausläufer des Dabie Shans. 52 % des Kreises zählen als gebirgig, 20 % als hügelig. Der höchste Punkt des Kreises ist der Wanfu Shan (万佛山) mit 1539 Metern, die tiefste Punkt liegt bei 7 Metern. Der Hangbu (杭埠河) fließt durch das Kreisgebiet und wird durch das Longhekou-Reservoir aufgestaut, ein 1958 angelegter Stausee.

## Wirtschaft
Die Nationalstraßen 206 und 105 verlaufen durch den Kreis.
Das Land ist fruchtbar und das Klima günstig für Landwirtschaft: Tee, Kamelienöl, Chinesische Kastanien, Gemüse, und Produkte aus Süßwasserkulturen werden produziert. Shucheng hat viele touristisch erschlossene Naturparks und wird als „Vorgarten von Hefei“ oder „Beidaihe von Anhui“ bezeichnet.